# Alexandre Curi
Alexandre Maranhão Khury, mais conhecido como Alexandre Curi (Curitiba, 9 de Abril de 1979), é um político brasileiro filiado ao Partido Social Democrático (PSD). É presidente da Assembleia Legislativa do Paraná, cargo que assumiu em 2025, e está em seu sexto mandato consecutivo como deputado estadual. Destaca-se por sua atuação municipalista e é reconhecido como uma das principais lideranças políticas do Paraná. 
Descendente de libaneses, Alexandre Curi é casado e pai de três filhos. Formado em Gestão Pública, pertence a uma tradicional família paranaense com histórico de participação na política estadual. Seu avô, Aníbal Khury, foi deputado estadual por vários mandatos e presidente da Assembleia Legislativa.

## Vida pública
Desde a adolescência, Alexandre Curi frequentava a Assembleia Legislativa para acompanhar o trabalho do avô, o que influenciou decisivamente sua trajetória na vida pública. Aos 20 anos, em 2000, foi eleito vereador de Curitiba, sendo, à época, o mais jovem entre todas as capitais do Brasil.
Em 2002, elegeu-se deputado estadual pela primeira vez, com mais de 44 mil votos. Em 2006, obteve a maior votação para deputado estadual no Paraná, com mais de 130 mil votos. Desde então, consolidou-se como um dos parlamentares mais votados do estado, sempre ampliando sua base eleitoral. 
Em 2022, alcançou uma votação histórica de 237 mil votos, sendo escolhido por eleitores de 376 municípios – ou 95% das cidades paranaenses.
Ao longo de sua trajetória, Alexandre Curi assumiu diversas funções de destaque na Assembleia Legislativa. Foi eleito por unanimidade presidente da ALEP para o biênio 2025-2027.
Antes disso, exerceu o cargo de primeiro-secretário da Assembleia entre 2022 e 2024, período em que promoveu uma gestão administrativa pautada pela eficiência e economia. Nesse intervalo, a Assembleia devolveu mais de R$ 800 milhões aos cofres do Estado do Paraná, valores posteriormente destinados a investimentos em infraestrutura e políticas públicas.
Entre as iniciativas articuladas por Curi destaca-se o programa Asfalto Novo, Vida Nova, que destinou R$ 1,5 bilhão para pavimentar ruas de municípios com até 50 mil habitantes, beneficiando 363 cidades. 
Sob sua gestão, a Assembleia também destinou R$ 100 milhões, em 2024, para a construção de 300 creches em 258 municípios. Em 2025, esse repasse foi ampliado com mais R$ 200 milhões, no maior investimento estadual na educação infantil já realizado. 
Alexandre Curi é ainda responsável pelo fortalecimento do programa Assembleia Itinerante, que promove sessões legislativas em diferentes regiões do Paraná, com o objetivo de aproximar o parlamento da sociedade e incentivar a participação popular. 
Além disso, sob sua liderança, a Assembleia Legislativa apoiou financeiramente importantes instituições paranaenses, como o Hospital Pediátrico Pequeno Príncipe e o Hospital Erasto Gaertner, bem como a criação do Fundo Estadual da Mulher e a inserção de entidades filantrópicas no orçamento estadual.

## Atuação parlamentar
Em mais de duas décadas de vida pública, Alexandre Curi apresentou 1.043 proposições legislativas, com 256 projetos de lei aprovados e sancionados. Sua atuação é pautada pelo municipalismo, com forte apoio a cidades de menor Índice de Desenvolvimento Humano (IDH), promovendo investimentos em saúde, educação, esportes e infraestrutura urbana.
Estima-se que, nesse período, tenha contribuído para viabilizar mais de R$ 2,6 bilhões em investimentos públicos direcionados aos municípios paranaenses.

Alexandre Curi é reconhecido por seu perfil resolutivo e por promover articulações políticas que unem diferentes esferas de governo, como a Assembleia Legislativa, o Executivo estadual e a bancada federal. A parceria com o governador Carlos Massa Ratinho Junior (PSD) tem sido fundamental para a realização de obras estruturantes e programas de desenvolvimento regional no Paraná. 